# Шапур (река)
Шапур, также Рудханейе-Шапур (перс. رود شاپور‎) — река в Иране. Берёт начало в горах Дован (Дованкух), на западных склонах хребта Загрос, к северу от Казеруна, в остане Фарс. Делая большие повороты, она орошает район Хешта и прорывается в юго-западном направлении к Персидскому заливу. К юго-западу от Далеки, у сёл Дурудге и Кулаль, к югу от Саадабада и Абпахша в шахрестане Дештестан остана Бушир в неё впадают с востока солёные воды реки Далеки. Длина реки около 200 км. После впадения Далеки река называется Хелле.

## ГЭС Раис-Али-Дельвари

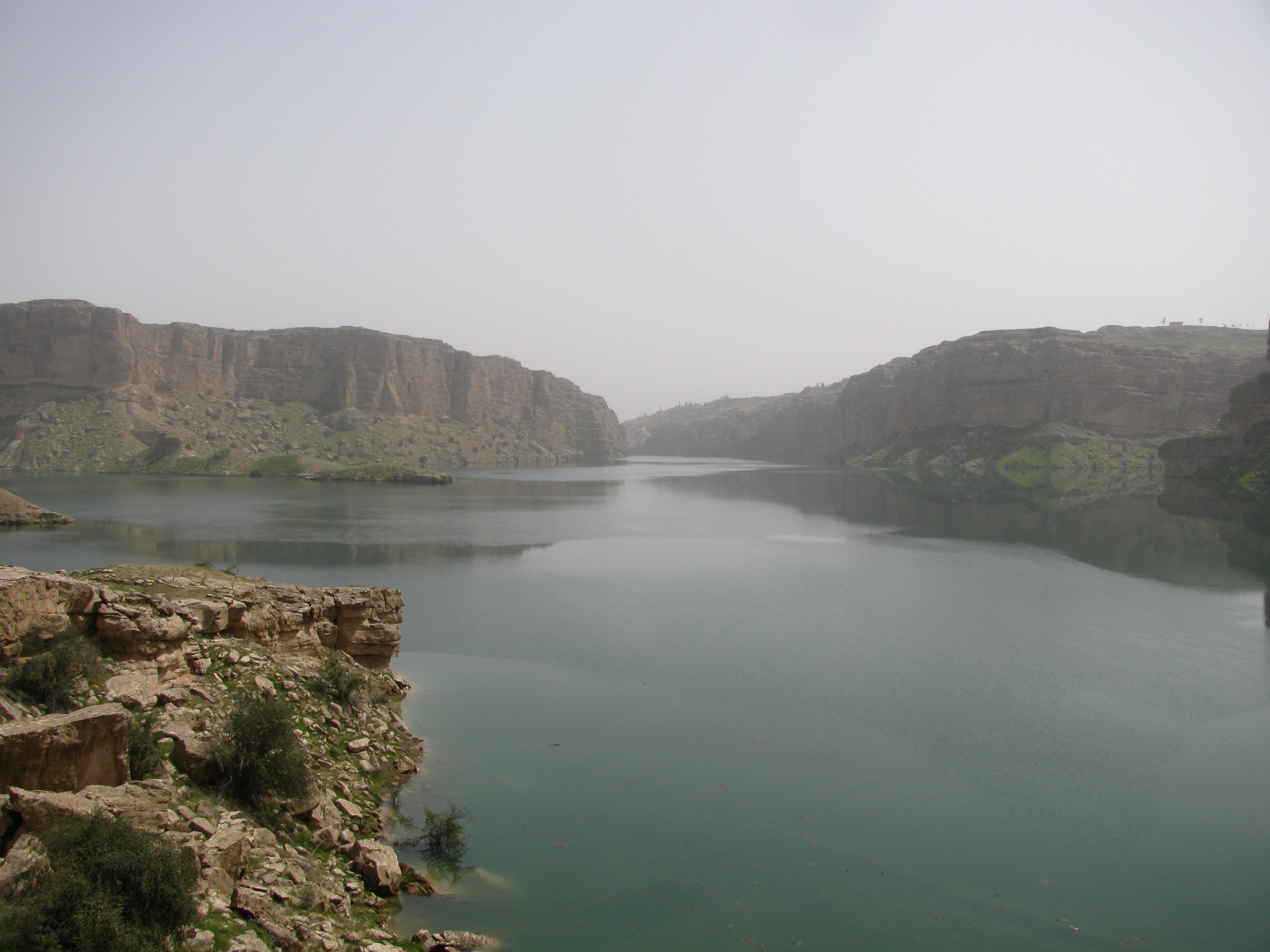
Водохранилище Раис-Али-Дельвари

2 июля 2007 года в бахше Шебанкаре шахестана Дештестан состоялось официальное открытие ГЭС Раис-Али-Дельвари на реке Шапур, в 73 км к северо-востоку от Бушира. Названа в честь Раис-Али Дельвари, возглавлявшего борьбу с британским колониальным господством. Арочная плотина длиной 240 м, шириной 37 м у основания и 4 м в верхней части и высотой 115 м. Площадь водохранилища – 25 км², полная ёмкость — 685 млн м³, полезная емкость — 524 млн м³, максимальная скорость сброса воды — 3913 м³/с. Водохранилище полностью обеспечивает орошение 19,5 тыс. га и частично ещё 4,5 тыс. га сельскохозяйственных угодий.  Гидроэлектростанция имеет две гидротурбины общей мощностью 70 МВт.